# 萊利·格里菲斯
萊利·格里菲斯（Riley Griffiths，1997年5月14日—）是美國的一位演員。他最著名的作品是在電影超級8中飾演Charles Kaznyk角色。格里菲斯出生在猶他州雪松城，首次出演戲劇是在6歲。